# American Tune
Az American Tune Paul Simon amerikai énekes-dalszerző dala. Ez a harmadik kislemez volt Simon stúdióalbumáról (There Goes Rhymin', 1973).
A dal a „O Sacred Head, Now Wounded” himnusz dallamán alapul, és hasonlít Johann Sebastian Bach „Erkenne mich, mein Hüter” című dalára. A dal a 35. helyen volt a Billboard Hot 100-on. A Rolling Stone magazin minden idők 500 legjobb dala között a 262. helyre tette.
Az „American Tune” a koncertek kedvencévé vált Simon előadásában és egykori énekestársával, Art Garfunkellel való közös koncertjeiken is. A dal Simon több szólókoncertjén is megjelent, ezek közül a leghíresebb a The Concert in Central Park (1977). A Greatest Hits, Etc. albumon megjelent egy vonósnégyes élő változata. A 2022-es Newport Folk Festivalra Simon meglepetésszerűen meghívta Rhiannon Giddenst, hogy énekelje el a dalt. A szöveget úgy változtatták meg, hogy tartalmazza a következő sorokat: „Nem a Mayfloweren jöttünk ide / hanem vérvörös holdon jöttünk egy hajón (We didn't come here on the Mayflower / We came on a ship in a blood red moon)”. Giddens saját bendzsókísétével énekelt, Simon gitáron kísérte.

## Híres felvételek
- Paul Simon
- Eva Cassidy
- Rhiannon Giddens
- Willie Nelson
- Ann Wilson
- Shawn Colvin
- Allen Toussaint
- Gretchen Peters
- Indigo Girls folk-rock duo
- Starland Vocal Band
- Dave Matthews
- Trey Anastasio
- Glen Phillip
- Jerry Douglas
- Kurt Elling
- Curtis Stigers
- Darrell Scott
- Storyhill folk duo
- Stacey Kent
- Radio Heartland
- Darrell Scott and his Bluegrass Band
- Lynn Harrell, Ben Powell, J.S. Bach, Paul Simon

## Díjak
- Billboard Hot 100: 35. hely.
- A Rolling Stone magazin: minden idők 500 legszebb dala között a 262. hely.